# Eliud Kurgat
Eliud Kurgat Kiplagat (20 april 1973) is een Keniaanse atleet, die gespecialiseerd is in de lange afstand. Hij behaalde meerdere podia bij grote internationale marathons, zoals Hamburg (2000), Wenen (2003) en Turijn (2006).
In 2003 liep hij weliswaar 58.44 op de halve marathon, maar deze tijd is niet geldig wegens een te groot verval van het parcours. Zijn persoonlijk record van 1:02.11 op de halve marathon behaalde hij ditzelfde jaar bij de Bredase Singelloop. Met deze eindigde hij op een vierde plaatsen. In 2005 won hij zijn eerste marathon. Dit was de marathon van La Rochelle die hij liep in een tijd van 2:12.17. Twee jaar later won hij de  marathon van Würzburg in 2:19.47.
In Nederland is hij geen onbekende. Zo won hij tweemaal de Tilburg Miles en nam tweemaal deel aan de Dam tot Damloop.

## Persoonlijke records
| Onderdeel      | Prestatie | Datum          | Plaats    |
| -------------- | --------- | -------------- | --------- |
| 10 km          | 28.09     | 4 april 1999   | Paderborn |
| 10 Eng. mijl   | 45.59     | 6 juni 1999    | Tilburg   |
| halve marathon | 1:02.11   | 5 oktober 2003 | Breda     |
| marathon       | 2:12.40   | 16 april 2000  | Hamburg   |

## Palmares

### 10 km
- 1998:  Liptonice Run in Noordwijk - 28.26
- 1998:  Loopfestijn Voorthuizen - 28.43
- 1998: 4e Stadsloop Appingedam - 28.49
- 1999: 4e Ratinger Silvesterlauf in Ratingen - 29.12
- 1999:  Paderborner Osterlauf - 28.09
- 1999:  RABO Centrumloop in Hapert - 29.04
- 1999:  Police - 28.34
- 2001:  Paderborner Osterlauf - 28.49
- 2003: 4e Trofeo Asics Run in Cuneo - 28.59
- 2003:  Provence in Marseille - 28.51

### 15 km
- 1999:  KAAA Weekend Road in Mosoriot - 46.00,3

### 10 Eng. mijl
- 1998:  Tilburg - 47.02
- 1998:  Nacht von Borgholzhausen - 49.15
- 1999:  Tilburg - 45.59
- 1999:  Nacht von Borgholzhausen - 47.34
- 1999: 5e SouthTrust Florida Running Festival - 47.24
- 2000:  Tilburg - 46.53
- 2000:  Zeebodemloop - 47.15
- 2001:  Fila Zeebodemloop - 47.08
- 2002:  Tilburg - 47.01
- 2003: 6e Dam tot Damloop - 47.14

### halve marathon
- 1999: 5e halve marathon van Egmond - 1:02.55
- 1999:  halve marathon van Bergen - 1:02.23
- 1999:  halve marathon van Altötting - 1:02.18
- 1999: 5e Dam tot Damloop - 1:02.18
- 2000:  halve marathon van Saltillo - 1:03.33
- 2002: 4e halve marathon van Paderborn - 1:02.53
- 2002:  halve marathon van Altötting - 1:03.21
- 2002:  halve marathon van Deurne - 1:02.41
- 2003:  halve marathon van Altötting - 1:02.25
- 2003: 5e Route du Vin - 1:03.00
- 2003: 4e Bredase Singelloop - 1:02.11
- 2005: 4e halve marathon van Reims - 1:03.11
- 2005:  halve marathon van Verl - 1:03.39
- 2005:  halve marathon van Riva del Garda - 1:01.18
- 2005:  halve marathon van Lahyoune - 1:03.51
- 2006: 5e halve marathon van Parijs - 1:01.39
- 2007:  halve marathon van Laâyoune - 1:03.51
- 2016: 4e halve marathon van Virginia Beach - 1:08.36

### marathon
- 1999: 22e marathon van Rotterdam - 2:17.02
- 2000:  marathon van Hamburg - 2:12.40
- 2000: 16e marathon van Chicago - 2:17.11
- 2001: 9e marathon van Hamburg - 2:15.53
- 2001: 7e marathon van Madrid - 2:13.02
- 2002: 25e marathon van Parijs - 2:20.23
- 2003:  marathon van Wenen - 2:15.07
- 2004: 6e marathon van Essen - 2:20.18
- 2004: 21e marathon van Wenen - 2:30.58
- 2005:  marathon van Marrakech - 2:15.17
- 2005:  marathon van Trieste - 2:16.05
- 2005: 4e marathon van Hannover - 2:18.15
- 2005:  marathon van Karlsruhe - 2:21.52
- 2005:  marathon van La Rochelle - 2:12.17
- 2006: 4e marathon van Marrakech - 2:14.59
- 2006: 14e marathon van Parijs - 2:12.27
- 2006:  marathon van Würzburg - 2:16.01
- 2006:  marathon van Turijn - 2:11.45
- 2007: 18e marathon van Wenen - 2:21.27
- 2007:  marathon van Würzburg - 2:19.47
- 2007: 6e marathon van Taipei - 2:26.32